# Orthophytum itambense
Orthophytum itambense là một loài thực vật có hoa trong họ Bromeliaceae. Loài này được Versieux & Leme mô tả khoa học đầu tiên năm 2007.